# 극예술연구회
극예술연구회(劇藝術硏究會)는 일제강점기인 1931년에 창립된 신극 운동 단체이다. 줄여서 극연(劇硏)이라고도 부른다.
1931년 7월 8일 '…극예술에 대한 일반의 이해를 넓히고, 기성 극단의 사도(邪道)에 흐름을 구제하는 동시에 나아가서는 진정한 우리 신극을 수립하려는 목적'을 가지고 극예술연구회가 발족하였다. 윤백남·홍해성(洪海星)을 제외하고는 모두가 소위 해외문학파 멤버들인데 창립동인은 김진섭(金晋燮)·유치진(柳致眞)·이헌구(李軒求)·서항석(徐恒錫)·윤백남·이하윤(異河潤)·장기제(張起悌)·정인섭(鄭寅燮)·조희순(曺喜淳)·최정우(崔珽宇)·함대훈(咸大勳)·홍해성(洪海星) 등 12명이었다. 1932년 제1회 실험무대는 고골리의 <검찰관>(홍해성 연출)으로 '근래에 볼 수 없었던 극단(劇團)의 경이'라는 평을 받았다. 극예술연구회는 당시 인텔리청년들의 자각적이면서도 창의적인 노력의 결정(結晶)으로 손색이 없었으며, 비평, 강연, 강습회, 전시회, 학교 연극 지원, 창작극의 본격화, 영화제작(주로 경제적 이유로), 낭독녹음(같은 이유로 컬럼비아 레코드사와 계약하여), 방송극 등 할 수 있는 최대의 노력을 다해 연극활동을 계속했다. 특히 기관지 <극예술>을 다섯 번이나 출판한 것은 이론적 연구태도를 단적으로 증명한다. 1938년 4월 조선총독부의 압력으로 해산될 때까지 번역극 19편(이 중 장막극 8편), 창작극 13편(이 중 장막극 6편)을 발표했다. 중요한 작품으로는 <토막(土幕)>(유치진 작), <무기와 인간>(쇼 작, 이상 1934년), <어둠의 힘>(톨스토이 작), <촌선생(村先生)>(이광래 작), <춘향전>(유치진 작, 이상 1936년) 등이다.
해체당한 극예술협회 회원들은 서항석·유치진을 중심으로 '연극을 전문으로 하는 단체'로서의 '극연좌(劇硏座)'를 조직했다. 이미 훈련을 거친 연구생 출신 멤버와 도쿄학생예술좌(東京學生藝術座)에서 돌아온 이해랑(李海浪)·이진순(李眞淳)·김동원(金東園, 당시 金東赫) 등의 가입으로 '극연좌'는 든든한 재출발을 하였다. 그러나 '극연좌'도 1년이 채 못 가서 더욱 가혹해진 일제의 탄압으로 해산되고 말았다.
신극에 대한 새로운 면모를 토월회가 섬광처럼 비추었다면 극예술연구회와 극연좌는 당시 한국의 연극이 성취할 수 있었던 최대의 소산을 캐어냈다는 점에서 영원히 잊을 수 없는 공적을 쌓았다고 할 수 있다.

## 결성
일본에 유학하여 신극을 공부한 해외문학연구회 출신의 해외문학파를 중심으로 결성되었다. 이들은 흥행을 목표로 한 대중연극에 대항하여 순수연극을 무대에 올렸다. 설립 목적을 "우리 신극 수립을 위하여 극예술에 대한 이해를 넓히고 기성극단의 흐름을 구제하는 동시에 나아가서 진정한 의미의 우리 신극을 수립하는 것"이라고 밝힌 것처럼 계몽주의적 성격이 뚜렷하다.

## 활동
제1기로 불리는 초기에는 홍해성이 연출을 담당해 주로 번역극을 공연했고, 1934년 홍해성이 상업극단인 동양극장으로 옮겨간 뒤 유치진이 연출을 맡아 창작극 위주로 변경되었다. 유치진이 이끈 1938년 2월까지는 제2기로 불린다. 이후 극연좌로 개칭하여 1939년 5월에 해산될 때까지 활동했다.
극예술연구회는 서유럽의 사실주의 연극과 창작극을 함께 공연했다. 총 24회의 정기공연 동안 창작극 12편과 번역극 24편을 올렸다. 창작극 가운데는 유치진의 작품이 6편으로 가장 많았다. 제1기의 대표작으로는 유치진의 출세작인 《토막》이 있고, 제2기 공연작 중에는 이광래의 《촌선생》이 유명하다. 두 작품 모두 사실주의 수법으로 농촌의 비참한 현실을 그리고 있다.
처음에는 소극장에서 공연하다가 부민관 공연으로 대중성을 꾀하기도 했다. 제3기인 극연좌 시기는 대중연극 공연으로 초기의 성격이 많이 변질되었다. 극연이 극연좌로 바뀐 것은 전쟁 시국의 복잡한 정세 속에서 극예술연구회의 사상을 문제 삼은 일제의 탄압에 따른 것이었기 때문이다.
1934년에 《극예술》이라는 연극전문지를 창간하여 1936년까지 총 5권을 발행하기도 했다.

## 같이 보기
- 해외문학연구회

## 참고자료
- “극예술연구회”. 예술로. 2008년 5월 30일에 확인함.[깨진 링크(과거 내용 찾기)]

1. ↑  《글로벌 세계대백과사전》, 〈조선극예술연구회〉